# NGC 4093
NGC 4093是一个位于后发座的椭圆星系，距离地球3.4亿光年，1864年5月4日由海因里希·路易·达雷发现，属于NGC 4065星系群，也是電波星系。